# 4-Metilimidazole
El 4-metilimidazole (anomenat també 4-MeI o 4-MEI) és un compost químic orgànic heterocíclic amb fórmula molecular C4H6N2. Es deriva formalment de l'imidazole C3H4N2 mitjançant la substitució de l'⁣hidrogen a la posició 4 per un grup metil (–CH3). És un sòlid lleugerament groguenc.
El 4-metilimidazole és un compost químic que es forma com a subproducte a nivells baixos en alguns aliments i begudes durant el procés normal de cocció. Per exemple, el 4-MEI es pot formar quan es torren els grans de cafè i quan es rosteixen les carns o es rosteixen a la planxa. El 4-MEI també es forma durant la fabricació de certs tipus de colorants de caramel. Els colorants de caramel de classe III i IV són els additius de colorants alimentaris més utilitzats per volum.
El 4-MeI es pot formar en l'⁣enrossament de certs aliments mitjançant la reacció de Maillard entre els hidrats de carboni i els compostos que contenen amino. En particular, es troba en aliments rostits, carns a la brasa, cafè i en tipus de colorants de caramel produïts amb processos a base d'amoníac. També pot sorgir per fermentació, un procés d'oxidació incomplet. El 4-metilimidazole és un residu que es forma en el procés de tractar el sucre per obtenir caramel, que és present també en torrades, cafè, cerveses, snacks… i fins a 200 productes diferents.

## Preparació
El 4-metilimidazole es pot preparar mitjançant la síntesi d'imidazole Debus-Radziszewski, fent reaccionar metilglioxal amb amoníac i formaldehid. També es pot preparar mitjançant la reacció d'hidroxiacetona i formamida en amoníac.
Una petita diferència d'energia separa el 4-Mel del seu tautòmer 5-metilimidazole.

## Usos
El 4-MEI s'usa en la fabricació de productes farmacèutics, hule i altres químics. No és un additiu.

## Seguretat
A Europa la presència de 4-metilimidazole al colorant caramel s'ha avaluat i s'han establert especificacions per limitar-ne la presència. Les especificacions reglamentàries vigents per a certs tipus de colorants de caramel (en alguns països com els EUA la FDA i en l'àmbit de l'OMS, el Codex Alimentarius) permeten que aquests colorants continguin fins a uns nivells màxims de 4-MEI d'acord amb estudis de seguretat realitzats en animals.
Recentment, es va fer un estudi longitudinal per dos anys, en models animals, analitzant l'efecte cancerigen del colorant caramel IV. El caramel IV s'elabora amb amonis i sulfits, el qual en ser sotmès a altes temperatures genera dos subproductes anomenats 2-metilimidazole i 4-metilimidazole.
El Programa Nacional de Toxicologia dels Estats Units va fer estudis rigorosos dels efectes que tenen aquests dos subproductes i van trobar que el 4-metilimidazole és probablement cancerigen en altes dosis. A través d'aquestes troballes, l'Oficina d'Assessoria de Riscos Ambientals a la Salut de l'Estat de Califòrnia va proposar que la quantitat màxima tolerada per a un dia per a un adult sigui de 16 micrograms.
Ha sorgit preocupació per la presència de 4-MeI en color caramel (que és el colorant d'aliments i begudes més utilitzat), normalment a una concentració entre 50 i 700 ppm. Les cerveses fosques i les marques habituals de begudes de cola poden contenir més de 100 μg d'aquest compost per porció de 12 unces, és a dir, 300 ppm.
A dosis molt altes (360 mg/kg de pes corporal), el 4-MeI és un convulsiu per a conills, ratolins i pollets, i va ser la causa probable d'intoxicació aguda observada en el bestiar alimentat amb suplements d'alimentació per a bestiar amoniats i que contenen sucre als anys 60. No obstant això, diversos estudis no van trobar cap efecte dolent en rates i gossos per a les concentracions que es troben en el colorant de caramel. Per a una persona mitjana (68 kg) per rebre un 360 dosi mg/kg de consumir cervesa fosca o begudes de cola, haurien de consumir aproximadament 244.800 begudes de 12 oz.
El 2007, el Programa Nacional de Toxicologia va emetre informes que resumien els resultats de les proves toxicològiques realitzades amb 4-MEI en rates i ratolins. Un estudi de 2 anys en rates no va ser concloent pel que fa a la carcinogenicitat, però un estudi de 2 anys amb ratolins va mostrar una major incidència de certs tumors pulmonars. Aquests estudis NTP es van realitzar en rosegadors a nivells de 4-MEI que superen amb escreix les estimacions actuals d'exposició humana a 4-MEI a partir del consum d'aliments sense addició de colorant de caramel de classe III o IV.